# 토다이수
토다이수는 주식회사 이수그룹의 계열사로 1987년 이수세라믹(주)로 출범 후 2008년 한국 이수그룹과 일본의 TODA 그룹이 50:50으로 합작해 토다이수로 사명을 변경, 재출범했다. 사업초기에는 주로 TV용 DY Core와 LCD, PDP용 Ferrite Core 등을 생산해 세계 Display시장의 부품 산업을 선도해왔으며, 최근에는 축적된 기술과 응용력을 기반으로 스마트폰용 NFC안테나, 비 접촉 충전기(WPC)에 적용되는 페라이트 및 메탈계 자성 차폐시트, 풍력-태양광용 부품인 EMC Filter, 전파암실용 전파흡수체 타일, EV, HEV자동차의 LDC/OBC용 고품질 페라이트 코어와 대전류 Inductor 부품, 그리고 이들 완제품을 생산하는데 필요한 각종 페라이트 및 메탈계 원료 제조 등 사업분야를 다각화 해나가고 있다.

## 연혁
- 1987년 이수세라믹㈜ 창립
- 1989년 페라이트 코어 상업 생산 및 영업 개시
- 1989년 기업부설연구소 설립
- 1996년 ISO 9001 품질경영시스템 인증획득
- 2004년 중국 동관이수 법인 설립
- 2004년 ISO 14001 환경경영시스템 인증 획득
- 2006년 SMD 인덕터 상업 생산 및 영업 개시
- 2007년 중국 문등이수 법인 설립
- 2008년 토다이수㈜로 사명 변경 (JV)
- 2009년 메탈분말 상업 생산 및 영업 개시
- 2009년 전파 흡수용 페라이트 타일 상업 생산 및 영업 개시
- 2011년 신재생 에너지 발전용 EMC FILTER 상업생산 및 영업 개시
- 2012년 무선충전용 WPC 상업 생산 및 영업 개시
- 2012년 NFC용 페라이트 시트 상업 생산 및 영업 개시
- 2013년 ISO/TS 16949 품질경영시스템 인증 획득
- 2018년 IATF 16949 규격전환 인증 획득

## 사업 부문
- 각종 전력변환, 인덕터용, 필터용 소프트페라이트 코어 및 전파 암실용 타일
- 자성부품 및 응용제품용 분말(Mn-Zn, Ni-Zn, METAL) 및 친환경 이산화탄소 흡수제 (CCS)
- 대전류 SMD Inductor
- 스마트폰의 NFC, 무선충전용 자성 차폐시트
- 비접촉 무선충전기(Rx, Tx) 및 무선급전용 자성차폐타일
- 친환경 풍력-태양광용 부품 EMC Filter 등

## 사업장 위치
- 본사 : 강원특별자치도 원주시 문막읍 문막공단길 236 토다이수㈜

## 같이 보기
- 이수그룹